# Biston falcata
Biston falcata là một loài bướm đêm trong họ Geometridae.

## Hình ảnh

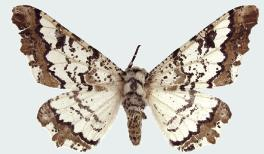
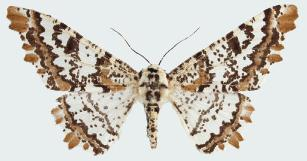
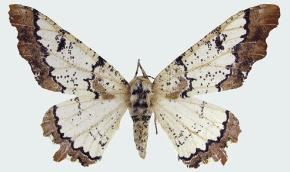
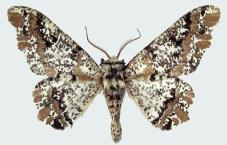